# Voyages dans les Alpes

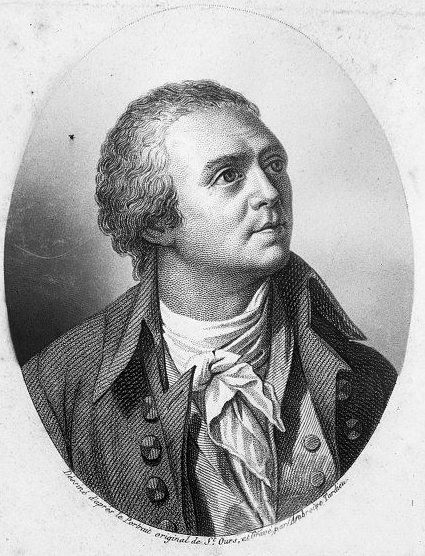
Horace Benedict de Saussure

Voyages dans les Alpes è un diario di viaggio del naturalista svizzero Horace-Bénédict de Saussure (1740-1799), pubblicato tra il 1779 e il 1796 a Neuchâtel, in Svizzera, in quattro volumi.
Con questa opera lo scienziato ed enciclopedista ginevrino, inventore di fatto della nuova pratica dell'alpinismo, dava conto di tutte le esplorazioni condotte sulle Alpi e in particolare sul Monte Bianco, meta fin dal 1760 dell'avventurosa conquista lanciata da De Saussure con un manifesto in cui si prometteva una ricompensa al primo che fosse salito in vetta al colosso delle Alpi. Il manifesto affisso nel Priorato di Chamonix – allora Chamouni – innescò in effetti una gara protrattasi per oltre vent'anni e che nel 1786 portò in vetta finalmente Jacques Balmat e Michel Gabriel Paccard.
I Voyages costituirono fin da allora un punto di riferimento per tutti gli amanti della montagna e tra le successive edizioni si segnala quella del 1834, più ridotta nei testi, intitolata Voyages dans les Alpes. Partie pittoresque des ouvrages de H.B. de Saussure che è anche alla base dell'edizione italiana comparsa nel 2012 per l'editore Vivalda col titolo La conquista del Monte Bianco a cura di Paolo Brogi.

Horace-Bénédict de Saussure racconta nei suoi Voyages oltre alle sue lunghe esplorazioni sul versante francese e in Valle d'Aosta anche la sua ascensione al Monte Bianco, avvenuta nel 1787, la terza in ordine di tempo dopo l'exploit di Balmat e Paccard. In seguito De Saussure scalerà anche una cima minore del Monte Rosa, il Pizzo Bianco (1789) e il Piccolo Cervino (1792). Questa passione era nata quando De Saussure, appena ventenne, aveva gettato la prima pietra per la grande avventura del Monte Bianco, un'avventura in cui si sarebbero cimentati una decina di appassionati tra Chamonix e Ginevra. 
La sua attività scientifica lo avrebbe portato a darci le prime osservazioni sull'ordine di successione degli involucri terrestri. Scoprì alcuni minerali e il suo nome è ricordato anche dal termine "saussurite" con cui si indica un minerale aggregato cristallino, di zoisite e albite. Ma indubbiamente il ricordo migliore è ancorato là, sul massiccio della grande montagna, a quota 3.845 m, l'Aiguille de Saussure. Poco distante da essa, proprio di fronte ai 4.810 m del Bianco, c'è un altro picco che invece ha ricevuto il nome dallo stesso Saussure: il Rocher de l'Heureux Retour - un'isola rocciosa in un mare di ghiaccio, dove De Saussure con i suoi uomini si sarebbe riposato di ritorno dalla conquista della vetta, il 4 agosto del 1787. Lo scienziato ginevrino è infine l'inventore del termine "geologia" e tra gli strumenti di cui ha migliorato il funzionamento c'è l'igrometro.

## Edizioni
- Voyages dans les Alpes, précédés d'un essai sur l'histoire naturelle des environs de Geneve, Neuchatel e Genève, 1780-1786, 4 volumi vol. 1, vol. 2, vol. 3, vol. 4
- La scoperta del Monte Bianco (raccolta di scritti scelti dai Voyages dans les Alpes), a cura di Paolo Brogi, 2012.